# نبيل عرفان
نبيل عرفان لاعب كرة قدم قطري من أصل أفغاني، ولد في (7 فبراير 2004) ، يلعب لصالح نادي الوكرة.